# Gabriela Ortiz
Gabriela Ortiz Torres (Ciutat de Mèxic, 20 de desembre de 1964) és una compositora i professora mexicana.

## Biografia
Pertany a la generació creixent de dones compositores nascudes en la segona meitat del segle xx. Va estudiar el batxillerat al Col·legi de Ciències i Humanitats i la llicenciatura en composició a l'Escola Nacional de Música on va ser deixebla de Federico Ibarra i Mario Lavista. Amb aquest últim es va formar en el Taller de Composició del Conservatori Nacional de Música. Destaca la seva capacitat de sintetitzar un estil sincrètic en la seva música "i en ella s'ajunten la tradició europea, els recursos nous propis de la música contemporània i del jazz, a més d'elements mexicans, procedents fins i tot del Mèxic precolombí".
Va estudiar piano a l'Escola Vida i Moviment, amb Robert Saxton a la Guildhall School of Music and Drama, gràcies a una beca del British Council i es va doctorar en Composició i Música Electroacústica a The City University de Londres sota la direcció de Simon Emmerson (1992).
Al febrer de l’any 2019 es va incorporar a la Academia de Artes (México) en una ceremonia que es va celebrar a la Sala Manuel M. Ponce del Palau de Belles Arts (Mèxic).
Ha estat professora de composició a l'Escola Nacional de Música de la Universitat Nacional Autònoma de Mèxic.
La música de Gabriela Ortiz, en la seva majoria anotada convencionalment, combina un ús lliure de la tonalitat amb referències d'estils tradicionals, de rock, música africana i afro-caribenya. Són particularment evidents en la rica naturalesa rítmica d'obres com Altar de Neón i Concierto Candela. Pel que fa a les seves peces electroacústiques experimentals, han conduït a una manipulació més complexa dels sons. En el quartet de corda Altar de muertos, recull aspectes de la tradició del culte als morts on inclou l'ús de tambors d'aigua yaqui i tenabaris.
Forma part de la generació de músics llatinoamericans del període de la postmodernitat, en el que estan presents tres o quatre generacions de músics.

## Obres
- Altar de Piedra, obra concertant per a percussions i orquestra en tres moviments (2003)
- Puzzle-tocas, per a quintet de vents (2002)
- Altar de Muertos, per a quartet de cordes i cinta (1996)
- Altar de neón, per a quartet de percussió i orquestra de cambra (1995)
- El trompo, per a vibráfono i cinta (1994)
- Concierto Candeal, per a percussió (1993)
- Five Microetudes, per a cinta (1992)
- Quartet n.º 1 (1988)
- Huitzil (1989) per a flauta de bec
- Divertimento (1985) per a clarinet sol
- Patios (1988) per a orquestra
- Concierto Candela (1993) per a orquestra i percussions
- Atlas-Pumas (1995) per a marimba i violí
- Riu de papallones (1995) per a dues arpes i steeldrum
- Zócalo-Bastilla (1996)
- Simfonia coral Luz de lava, encarregada per la Universitat Nacional Autònoma de Mèxic per commemorar el seu centenari. (2010)

### Luz de Lava
Luz de Lava és una simfonia per a soprano, flauta travessera, cor de cambra i orquestra. Composta el 2010 fou un encàrrec de la Universidad Nacional Autònoma de Mèxic (UNAM) per celebrar el seu 100è aniversari. Està integrada per quatre moviments contrastants que s'interpreten sense pauses entre ells. Es va estrenar per l’Orquestra Filharmònica de la Universitat (OFUNAM) sota la batuta de Rodrigo Macias, amb la soprano Irasema Terrazas i el flautista Alejandro Escuer.
1. Geometría telúrica
2. Magma interior
3. El Pedregal
4. Visión evolutiva

### Bandes sonores de pel·lícules
Por la libre (2000) de Juan Carlos de Llaca
Fronterilandia (1995) dirigida per Rubén Ortiz Torres
Síndrome de línea blanca (2003), curtmetratge, dirigit per Lourdes Villagómez.

### Òperes
- Únicamente la verdad, video-ópera en col·laboració amb el seu germà Rubén Ortiz-Torres (2004)
- Ana y su sombra
- Luciérnaga, òpera de cambra. Monodrama per a soprano, actor, d'ensemble de càmera, amb llibret de la dramaturga i escriptora Silvia Peláez (2018). Obre encarregada pel festival Vértice.[4][10]

## Premis i reconeixements
- Beca de la Fundació en Memòria de John Simon Guggenheim, per Únicamente la verdad el 2004.[11]
- Premi Nacional d'Arts i Literatura atorgat per la Secretaria d'Educació Pública de Mèxic el desembre de 2016.